# Milton Lazo
Milton Lazo Ventura (ur. 30 maja 1991) – salwadorski zapaśnik walczący w stylu klasycznym. Zdobył złoty medal na igrzyskach Ameryki Środkowej w 2010. Trzeci na mistrzostwach panamerykańskich juniorów w 2011 roku.